# California Maritime Academy
Die California Maritime Academy (auch CMA, Cal Maritime oder CSU, Maritime genannt) ist eine staatliche Fachhochschule in Vallejo in der San Francisco Bay Area im US-Bundesstaat Kalifornien. Sie gehört zum California-State-University-System, und ist eine von sieben „Maritime Academies“ in den USA, d. h., Fachhochschulen, die ihre Kadetten für die zivile Schifffahrt ausbilden. Die Hochschule wurde 1929 gegründet. Derzeit sind hier 860 Kadetten, wovon etwa 20 Prozent weiblich sind, eingeschrieben.
Die Sportteams der CMA sind die Keelhaulers. Die Hochschule ist Mitglied in der California Pacific Conference.

## Weblink
- California Maritime Academy

Koordinaten: 38° 4′ 7,9″ N, 122° 13′ 51,9″ W